# Queen of Kings
«Queen of Kings» (укр. Королева королів) — пісня норвезько-італійської співачки Алессандри Меле, яка була випущена 9 січня 2023 року. Пісня представляла Норвегію на пісенному конкурсі Євробачення 2023 після перемоги на Melodi Grand Prix 2023, національному відборі Норвегії для цьогорічного конкурсу.

## Сюжет пісні
В інтерв'ю фан-сайту Євробачення Eurovision Fun Меле заявила, що ця пісня демонструє «силу жінок, а також силу всіх людей, про те, як важливо відчувати себе». Меле сказала, що її досвід бісексуальної жінки вплинув на створення пісні.

## Євробачення

### Melodi Grand Prix 2023
Melodi Grand Prix 2023 був 61-м випуском Melodi Grand Prix, норвезького національного відбору на пісенний конкурс Євробачення. Конкурс складається з трьох півфіналів і одного фіналу. «Queen of Kings» було обрано для участі у першому півфіналі, де їй вдалося пройти до фіналу.
У фіналі пісня вважалася фаворитом на отримання статусу переможця конкурсу, бувши фаворитом в опитуваннях читачів на фан-сайтах Євробачення Wiwibloggs і ESCUnited. У фіналі було використано міжнародне журі та телеголосування, результати яких було розділено по 50 % голосів відповідно. «Queen of Kings» зуміла набрати 233 бали, отримавши 104 бали від журі та 129 від публіки, ставши представником Норвегії на пісенному конкурсі Євробачення 2023.

### На Євробаченні
Оскільки Норвегія не є автофіналістом на Євробаченні 2023, то країна має взяти участь в одному з двох півфіналів. 31 січня 2023 року відбулося жеребкування, яке розмістило кожну країну в одному з двох півфіналів, а також у якій половині шоу вони виступатимуть. Норвегія потрапила до першого півфіналу, який відбувся 9 травня 2023 року. В результаті Норвегія пройшла до фіналу, зайнявши 6 місца з 102-ма балами, де виступила у другій половині шоу. У фіналі вона зайняла 5 місце з 268-ма балами.